# Guillaume de Habsbourg-Lorraine
 (février 2022).
Guillaume de Habsbourg-Lorraine, « Basile le Brodé », (Vasyl Vychyvany à partir de 1918), né à Pula le 10 février 1895 et mort à Kiev le 18 août 1948, est un archiduc d'Autriche. Il est le fils cadet de l'archiduc Charles-Étienne de Teschen et de Marie-Thérèse de Habsbourg-Toscane.

## Biographie

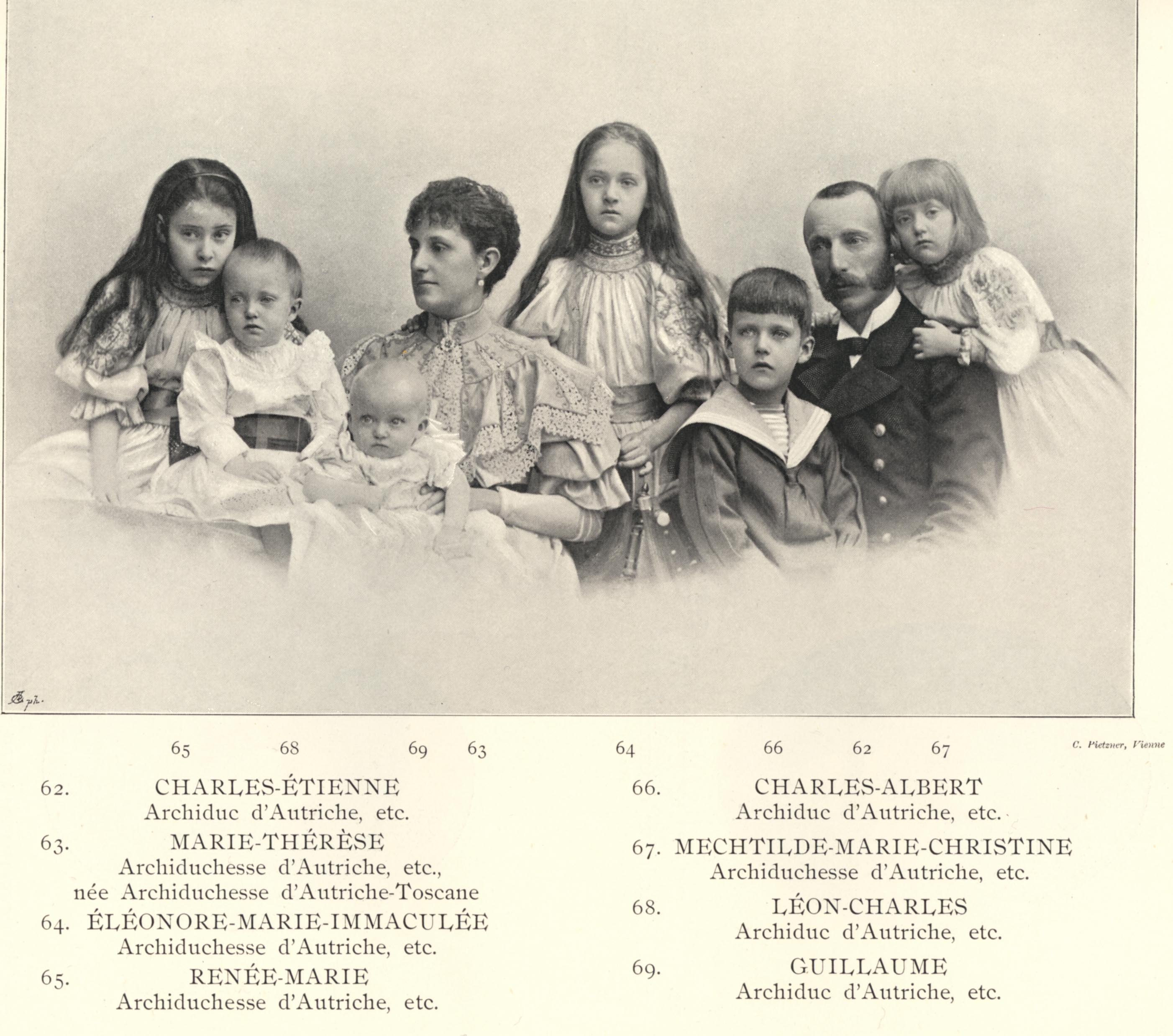
« Willy » (Guillaume) dans les bras de sa mère (en 1896).

Guillaume (« Willy » dans son enfance) est le dernier des 3 fils et le dernier des 6 enfants de l'archiduc Charles-Étienne de Teschen et de l'archiduchesse Marie-Thérèse de Habsbourg-Toscane.
Pour servir le régime et la politique de sa Maison, son père s'était choisi une « nationalité d'élection », la Pologne, et éduquait ses enfants en ce sens.
Guillaume, lui, se passionne dès l'enfance pour la culture et le peuple ukrainiens. Souvent appelés Ruthènes, les Ukrainiens d'Autriche-Hongrie formaient la population la plus rurale de la Double Monarchie : on en trouvait dans la partie orientale de la Galicie, en Bucovine et en Ruthénie subcarpatique.

La composition ethnique de l'Autriche-Hongrie en 1910.

Pendant la Première Guerre mondiale, Guillaume de Lorraine conduit une unité militaire ukrainienne, la légion ukrainienne  ou légion des fusils sich et occupe une zone ukrainienne prise à l'Empire russe où il est très populaire.
Bientôt connu sous le nom de Vasyl Vyshyvany, « Basile le Brodé », il est pressenti par l'Autriche-Hongrie comme régent d'un royaume indépendant ukrainien, tandis que l'Allemagne soutient Pavlo Skoropadsky.
En octobre 1918, Guillaume se rapproche de la République populaire d'Ukraine occidentale, qui fusionne l'année suivante avec la République populaire ukrainienne. Il jure loyauté à cette dernière et devient colonel de l'armée de la République, mais il renonce à son titre après le traité de Simon Petlioura avec la Pologne en 1920, qu'il considère comme une trahison envers l'Ukraine occidentale.
Guillaume est alors mêlé à plusieurs intrigues contre l'ordre nouveau en Ukraine ; il milite au sein d'organisations nationalistes ukrainiennes.
À la fin de 1922, Guillaume s'exile en Espagne où règne son cousin germain Alphonse XIII et où l'impératrice Zita, veuve du dernier empereur d'Autriche, s'était aussi installée avec ses enfants après un premier exil à Madère.
À la fin des années 1920, il voyage régulièrement en France : il s'achète un pavillon à Enghien-les-Bains. Mais en avril 1931, le roi Alphonse XIII est détrôné et s'exile en France, tout comme Guillaume qui loue alors un appartement au 45, rue des Acacias (dans le 17e arrondissement de Paris).
Il veille insuffisamment sur ses relations. Une dénommée Paulette Couyba, qui prétend à tort être la nièce de Maurice Couyba et se rêve en fiancée de l'archiduc, tente, le 10 novembre 1934 lors d'un dîner au Ritz auquel assistait Guillaume, une escroquerie au détriment de l'industriel liquoriste André Hémard qui la fait arrêter le soir même : le scandale atteint Guillaume. Sentant le juge d’instruction mal disposé à son égard, il quitte précipitamment la France.
Le procès s'ouvre sans lui le 27 juillet 1935 au palais de justice de Paris, devant la seizième chambre correctionnelle du tribunal de première instance du département de la Seine et « Guillaume de Habsbourg » est condamné à 5 années de prison par contumace.
Guillaume trouve refuge (on le retrouve à Vienne en juin 1935) en Autriche mieux disposée envers les archiducs.
Au début de la Deuxième Guerre mondiale, il sympathise avec les Allemands, mais quand il devient clair que les nazis ne soutiennent pas une Ukraine indépendante, il se joint à la résistance et devient espion à la solde des Anglais. Les dernières années de sa vie, « Vasyl » travaille pour les Français contre les Soviétiques. Il est arrêté par ces derniers en 1947, condamné à 25 ans de prison, mais meurt en 1948 à l'âge de 53 ans.

## Honneurs
- Guillaume fut nommé chevalier de l'ordre de la Toison d'or en 1915 par l'empereur François-Joseph Ier (la même année que son frère Léon-Charles)[4]. Il fut discrètement « démissionné » de l'ordre par le prétendant Otto en mars 1936[5], après le scandale de Paris de 1934-1935.
- Une plaque à son effigie orne la Barbarakirche (de), une église grecque catholique de Vienne.
- Il existe une place Vychyvany (uk) à Lviv.
- Un monument à Guillaume de Lorraine a été érigé à Kyiv.

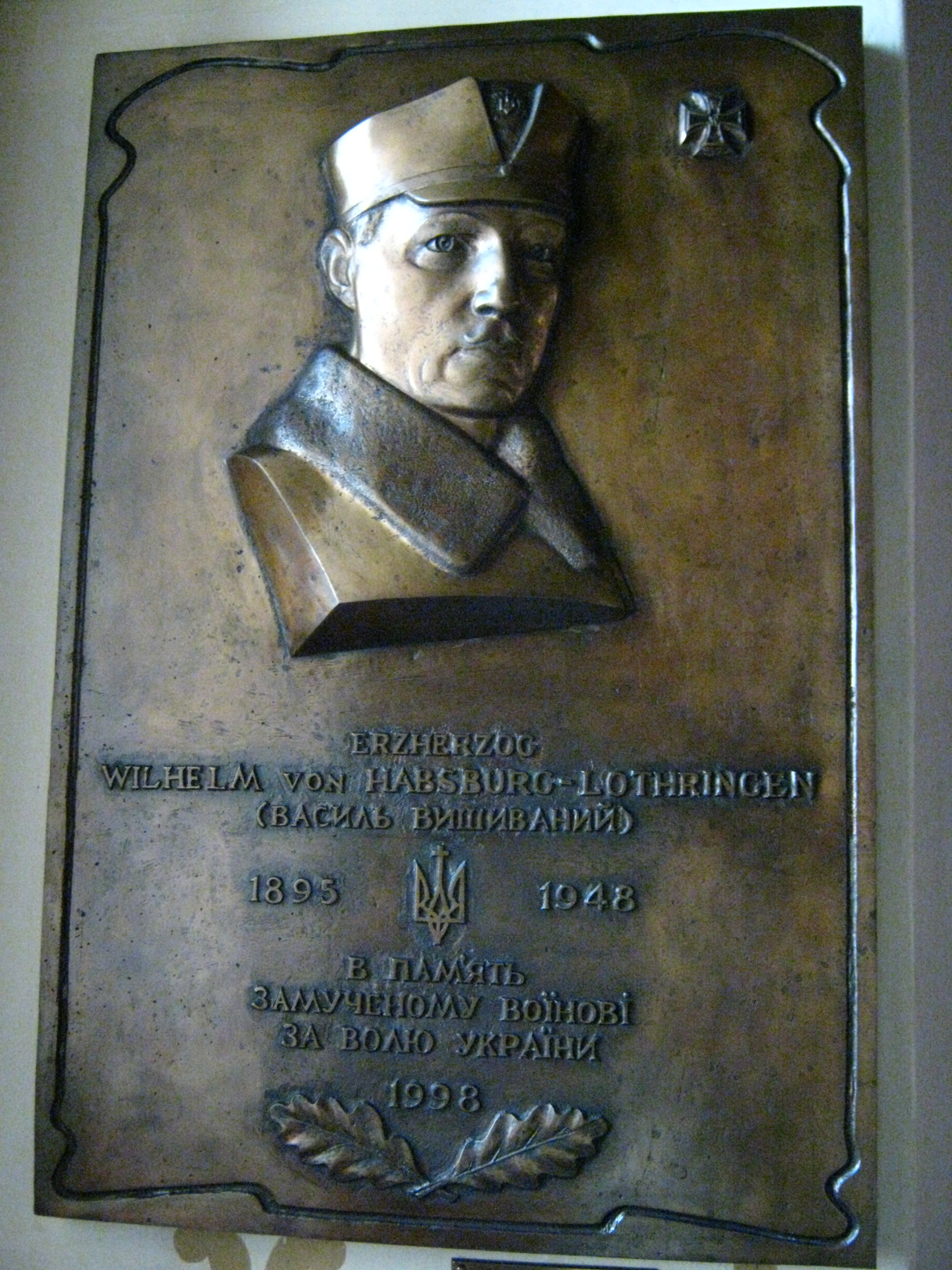
Plaque (datée de 1998) en l'honneur de l'archiduc Guillaume de la Barbarakirche
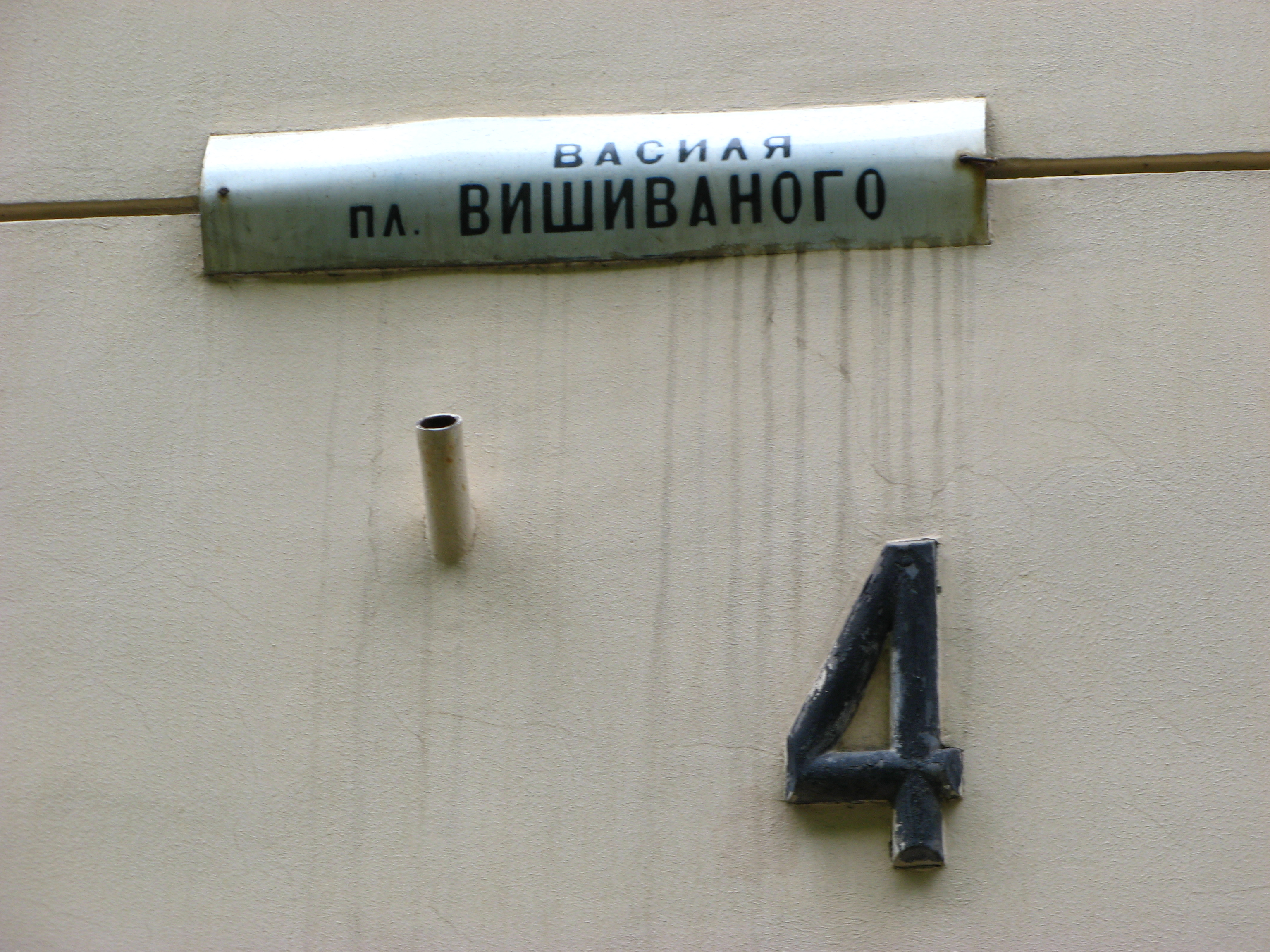
Plaque de rue de la place Vychyvany à Lviv.
Un monument à Guillaume de Lorraine a été érigé à Kyiv